# Katharine Ross
Katharine Ross és una actriu americana nascuda el 29 de gener de 1940 a Hollywood (Califòrnia).

## Biografia
Katharine Ross va néixer a Hollywood, Califòrnia, on el seu pare, Dudley Ross, estava a la Marina. Ross va ser cavaller en la seva joventut i era amic de Casey Tibbs, un cavaller de rodeo. També va treballar per l'agència Associated Press. La seva família es va instal·lar més tard a Walnut Creek, a Califòrnia, a l'est de San Francisco. Es va diplomar a Las Lomas High School. Va estudiar al Santa Rosa Junior College durant un any, on va fer per primera vegada una representació del Rei i jo. Va abandonar el curs i es va traslladar a San Francisco per estudiar l'art dramàtic. Es va unir a The Actors Workshop i hi va estudiar durant tres anys; també va treballar com a dobladora per un paper a Le Balcon de Jean Genet, on va aparèixer nua sobre l'escena. El 1964, va fer de Cordelia amb John Houseman a El Rei Lear. A continuació va interpretar petits papers en sèries de televisió a Los Angeles.
El seu primer paper a la televisió és a la sèrie Sam Benedict l'any 1962. El 1964, Ross apareix en episodis d'Arrest and Trial, El virginià i Gunsmoke. Actua en la seva primera pel·lícula, Les Prades de l'honor, seguit d'un paper de primer pla en Mister Buddwing amb la MGM l'any 1965. El 1966, apareix en l'episodi To Light a Candle de la sèrie de televisió The Road West, un western amb Barry Sullivan produït per la NBC.
El 1966, fa el seu primer gran paper en El Diable a tres, a continuació en El graduat (The Graduate) l'any 1967, i el paper de Etta Place a Butch Cassidy i el Kid l'any 1969. Després d'haver-hi interpretat el paper de l'amiga de Dustin Hoffman en El graduat, ha rebut una nominació als Oscars i als Golden Globus com a jove actriu.

## Filmografia

### Cinema
- 1965 : Les Prades de l'honor (Shenandoah), de Andrew V. McLaglen: la Sra. Ann Anderson
- 1966 : The Singing Nun, de Henry Koster : Nicole Arlien
- 1966 : Mister Buddwing, de Delbert Mann: Janet / Grace #1
- 1967 : El Diable a tres (Games), de Curtis Harrington: Jennifer Montgomery
- 1967 : El Graduat (The Graduate), de Mike Nichols: Elaine Robinson
- 1968 : Hellfighters, d'Andrew V. McLaglen: Tish Buckman
- 1969 : Butch Cassidy i el Kid (Butch Cassidy and the Sundance Kid), de George Roy Hill: Etta Lloc
- 1969 : Tell Them Willie Boy Is Here, d'Abraham Polonsky : Lola
- 1970 : Fools (pel·lícula), de Tom Gries: Anais Appleton
- 1972 : Get to Know Your Rabbit, de Brian De Palma: noia
- 1972 : They Only Kill Their Masters, de James Goldstone: Kate Bingham
- 1974 : La Casualitat i la Violència, de Philippe Labro : Dr. Constance Weber
- 1975 : The Stepford Wives, de Bryan Forbes: Joanna Eberhart
- 1976 : El Viatge dels damnés (Viatge of the Damned), de Stuart Rosenberg: Mira Hauser
- 1978 : The Betsy, de Daniel Petrie : Sally Hardeman
- 1978 : La Inevitable Catàstrofe (The Swarm), de Irwin Allen: Cap. Helena Anderson
- 1978 : El llegat (The Legacy), de Richard Marquand : Margaret Walsh
- 1980 : The Final Countdown, de Don Taylor : Laurel Scott
- 1982 : Wrong Is Right, de Richard Brooks : Sally Blake
- 1986 : Red Headed Stranger, de William D. Wittliff : Laurie
- 1991 : A Climate for Killing, de J.S. Cardone : Grace Hines
- 1997 : Home Before Dark, de Maureen Foley : Rosa
- 2001 : Donnie Darko, de Richard Kelly : Dr. Lilian Thurman
- 2002 : Don't Let Go, de Max Myers : Charlene Stevens

### Televisió
- 1963 : Sam Benedict, de Lamont Johnson (sèrie TV) : Teresa Parrelli (temporada 1, Episodi 2 "A Split Week in San Quentin")
- 1963 : Kraft Suspense Theatre, de Elliot Silverstein (sèrie TV) : Janet Bollington (temporada 1, Episodi 5 "Are There Any More Out There Like You?")
- 1963 : The Lieutenant, de John Brahm (sèrie TV) : Elizabeth (temporada 1, Episodi 11 "Fall from a White Horse")
- 1963 : The Alfred Hitchcock Hour, de Bernard Girard (TV) : Carol Brandt (temporada 2, Episodi 9 "The Dividing Wall")
- 1964 : Arrest and Trial, de Jack Smight (sèrie TV) : Marietta Valera (temporada 1, Episodi 16 "Signals of any Ancient Flame")
- 1964 : Ben Casey, d'Irving Lerner (sèrie TV) : Marie Costeau (temporada 3, Episodi 33 "The Evidence of Things Not Seen")
- 1964 : The Virginian, de Don McDougall (sèrie TV) : (temporada 3, Episodi 2 "The Dark Challenge")
- 1964 : Gunsmoke, d'Andrew V. McLaglen (sèrie TV) : Susan (temporada 10, Episodi 2 "Crooked Mile")
- 1965 : Mr. Novak, de Joseph Sargent (sèrie TV) : la Sra. Bellway (temporada 2, Episodi 19 "Faculty Follies: part 2")
- 1965 : Wagon Train, de Allen H. Minar (sèrie TV) : Bonnie Brooke (temporada 8, Episodi 19 "The Bonnie Brooke Story")
- 1965 : Bob Hope Presents the Chrysler Theatre, de John Brahm (sèrie TV) : Gloria (temporada 2, Episodi 16 "Terror Island")
- 1965 : Gunsmoke, de Mark Rydell (sèrie TV) : Liz Beaumont (temporada 10, Episodi 27 "The Lady")
- 1965 : Run for Your Life, de Robert Butler & Leslie H. Martinson (sèrie TV) : Laura Beaumont (temporada 1, Episodi 1 "The Cold, Cold War of Paul Bryan")
- 1965 : The Big Valley, de Richard C. Sarafian (sèrie TV) : Maria (temporada 1, Episodi 7 "Winner Lose All")
- 1965 : The Loner, de Joseph Pevney (sèrie TV) : Sua Sullivan (temporada 1, Episodi 7 "Widow on the Evening Stage")
- 1965 : The Wild Wild West, de Don Taylor (sèrie TV) : Sheila Parnell (temporada 1, Episodi 9 "La Nit del Ganivet de doble tall")
- 1966 : Preview Tonight (sèrie TV) : Asenath (temporada 1, Episodi 5 "Great Bible Adventures: Seven Rich Years and Seven Lean")
- 1966 : The Road West, de Paul Stanley (sèrie TV) : Rachel Adams (temporada 1, Episodi 11 "To Light a Candle")
- 1967 : The Longest Hundred Miles, de Don Weis (TV) : Laura Huntington
- 1976 : Alle origini della mafia (fulletó TV) : Rosa Mastrangelo (temporada 1, Episodi 5 "Omertà")
- 1976 :  Wanted: The Sundance Woman), de Lee Philips (TV) : Etta Lloc / la Sra. Sundance / Annie Martin / Bonnie Doris
- 1979 : Murder by Natural Causes, de Robert Day (TV) : Allison Sinclair
- 1980 : Rodeo Girl (TV), de Jackie Cooper : Sammy Garrett
- 1981 : Murder in Texas, de William Hale (TV) : Ann Kurth Hill
- 1982 : Wait Until Dark, de Barry Davis (TV) : Suzy Hendrix
- 1982 : Marian Rosa White, de Robert Day (TV) : Nurse Bonnie MacNeil
- 1982 : The Shadow Riders, de Andrew V. McLaglen (TV) : Kate Connery / Sœur Katherine
- 1983 : Travis McGee, de Andrew V. McLaglen (TV) : Gretel Howard
- 1983 : Secrets of a Mother and Daughter, de Gabrielle Beaumont (TV) : Ava Pryce
- 1986 : Houston: The Legend of Texas, de Peter Levin (TV) : la Sra. Dickinson
- 1988 : Dynastie 2: Els Colby (The Colbys), de Don Medford (sèrie TV) : Francesca « Franckie » Scott Colby Hamilton Langdon (44 episodis)
- 1988 : ABC Afterschool Specials, de Gabrielle Beaumont (sèrie TV) : la mare de Maggie (temporada 17, Episodi 3 "Tattle: When to Tell on a Friend")
- 1991 : Conagher, de Reynaldo Villalobos (TV) : Evie Teale
- 2004 : Capital City, de Spenser Hill (TV) : …
- 2007 : Eye of the Dolphin, de Michael D. Sellers (TV) : Lucy

## Premis i nominacions

### Nominacions
Premi BAFTA
- 1969: BAFTA al millor nou vingut en un paper principal per El graduat

Globus d'Or
- 1968: Premi Globus d'Or a la revelació femenina de l'any per El graduat

Laurel Awards
- 1970: Golden Laurel actriu 11e lloc
- 1971: Golden Laurel actriu 5è lloc

Oscar
- 1968: Oscar a la millor actriu secundària per El graduat

### Premis
Acadèmia de cinema de ciència-ficció, fantàstic i terror
- 1979: Premis Saturn a la millor actriu per les Dones de Stepford

Premi BAFTA
- 1971: BAFTA a la millor actriu per les pel·lícules Butch Cassidy i el Kid i Willie Boy

Premi Globus d'Or
- 1968: Premi Globus d'Or a la revelació femenina de l'any per Diable a tres[Note 1]
- 1977: Globus d'Or a la millor actriu secundària per Viatge dels damnés

Laurel Awards
- 1995: Golden Laurel a la millor actriu secundària per El graduat